# Chiesa Cor Jesu
La chiesa Cor Jesu, detta anche chiesa del Santissimo Cuore di Gesù oppure chiesa di Gesù nell'orto degli ulivi è una chiesa di Napoli sita in via Amato di Montecassino, nella zona di San Raffaele, a Materdei, tra la chiesa della Concezione a Materdei e la chiesa di San Raffaele.

## Storia e descrizione
Nel 1872 padre Ludovico da Casoria acquisì l'educandato femminile della Concezione e vi instaurò la nuova sede dell'Opera degli Accattoncelli e delle Accattoncelle, da lui fondata dieci anni prima, nel 1862. La chiesa fu conclusa nel 1886.
La chiesa attuale costituisce una ricostruzione novecentesca sul sito della chiesa della Santissima Concezione al vico San Raffaele. L'annesso fabbricato per abitazioni civile rappresenta anch'esso una rielaborazione del vecchio educandato principessa Clotilde, ricostruito dai fratelli Arrigo (architetto) e Vincenzo (ingegnere) Marsiglia verso la fine degli anni settanta del XX secolo.
La facciata della chiesa si articola in due ordini: al centro dell'ordine inferiore è presente il portale, sovrastato da un arco neogotico, al cui interno è presente un bassorilievo raffigurante Gesù che patisce nell'orto del Getsemani; l'ordine superiore presenta due coppie di piccole paraste doriche con rosone centrale.

Sempre sulla facciata una lapide in marmo riporta la seguente iscrizione datata 1885: 
L'interno è custode di alcune tele di incerta attribuzione.